# 62 (số)
62 (sáu mươi hai) là một số tự nhiên ngay sau 61 và ngay trước 63.